# Pfandleiherverordnung
Mit der Pfandleiherverordnung werden im deutschen Recht Regelungen für das gewerblich betriebene Pfandleihgeschäft vorgenommen, die an die Vorgaben von § 34 GewO anknüpfen. 

## Geschichte
Das Pfandleihergewerbe wurde bis zur Einführung der Pfandleiherverordnung durch eine Vielzahl von vorkonstitutionellen, ehemals partikularrechtlichen Vorschriften bestimmt, die in den Bundesländern fortgalten, die sich jeweils auf dem Territorium der früheren normgebenden Partikularstaaten befanden. Seit der bundesrechtlichen Vereinheitlichung dieser Streuung durch die Pfandleiherverordnung bestehen landesrechtliche Vorschriften nur noch punktuell für öffentlich-rechtliche Pfandleihanstalten. Darin werden im Sinne von Art. 94 EGBGB der Geschäftsbetrieb und die sachen- bzw. schuldrechtlichen Verhältnisse der Verpfändung geregelt.

## Inhalt
Die Pfandleiherverordnung enthält für Pfandleiher verbindliche Bestimmungen über die gewerbliche Anzeige (§ 2), die Buchführungspflicht (§ 3), die Pfandannahme (§ 5), den Pfandschein (§ 6) und über Aufbewahrung (§ 7), Versicherung (§ 8) und Verwertung (§ 9) des Pfands sowie über die beim Pfandleihgeschäft anfallenden Zinsen und Vergütungen (§ 10). Der Ordnungswidrigkeitenkatalog in § 12a orientiert sich an § 144 Abs. 2 Nr. 1 GewO. 